# 里澤鱒
里澤鱒，為輻鰭魚綱鮭形目鮭科的一種，為溫帶淡水魚，分佈於亞洲土耳其黑海東南部淡水流域，體長可達25公分，棲息在岩石底質、水質清澈、高含氧的溪流底中層水域，生活習性不明。